# 반야사
반야사(般若寺)는 대한민국 충청북도 영동군 황간면에 있는 대한불교조계종 소속의 사찰이다. 1996년 4월 15일 영동군의 향토유적 제9호로 지정되었다.

## 역사
반야사는 원효대사 혹은 의상대사의 십대제자 중 한 사람인 상원스님이 720년(성덕왕 19년)에 창건했다는 이야기가 있으나 전하는 기록은 없다. 무염국사가 황간 심묘사에 있을 때 사미승 순인을 보내 연못 속의 악룡을 몰아내고 못을 메워 창건했다는 이야기도 전해져 내려온다.
반야사라는 절 이름은 세조가 속리산 복천암으로 신미대사를 보러왔을 때, 세조의 거둥 날짜에 맞춰 반야사를 중창하고 그 회향법회에 세조가 참석하면서 세조가 내린 어필 현판 때문이다. 세조는 오대산 상원사에서처럼 문수동자의 영험으로 피부병을 고치게 되자 문수보살의 지혜를 일컫는 ‘반야’라는 현판을 친필로 써서 내렸다고 한다. 그 현판이 아직까지 반야사에 보관중이라고 전해진다.

## 문화재
《영동 반야사 삼층석탑》(보물 제1371호)은 반야사 북쪽의 석천계곡 속칭 탑벌이라는 곳에서 1950년에 지금의 자리로 이전한 것으로 반야사의 연혁을 살피는 자료는 되지 못한다.
극락전은 언제 중건 되었는지 확실치 않으나, 근래 수리하고 단청을 해서 상태가 단정하고 아담하다. 목조 맞배 기와집으로 정면 3칸, 측면 2칸이며, 포 없는 간략한 양식의 건물이다. 1988년 5월 28일 전통사찰 제25호로 등록되어 오늘에 이르고 있다.
이외에 《영동 반야사 승탑 1기》(영동군 향토유적 제10호), 《영동 반야사 승탑 2기》(영동군 향토유적 제11호), 《영동 반야사 불상》 (영동군 향토유적 제12호)가 있다.

## 특징

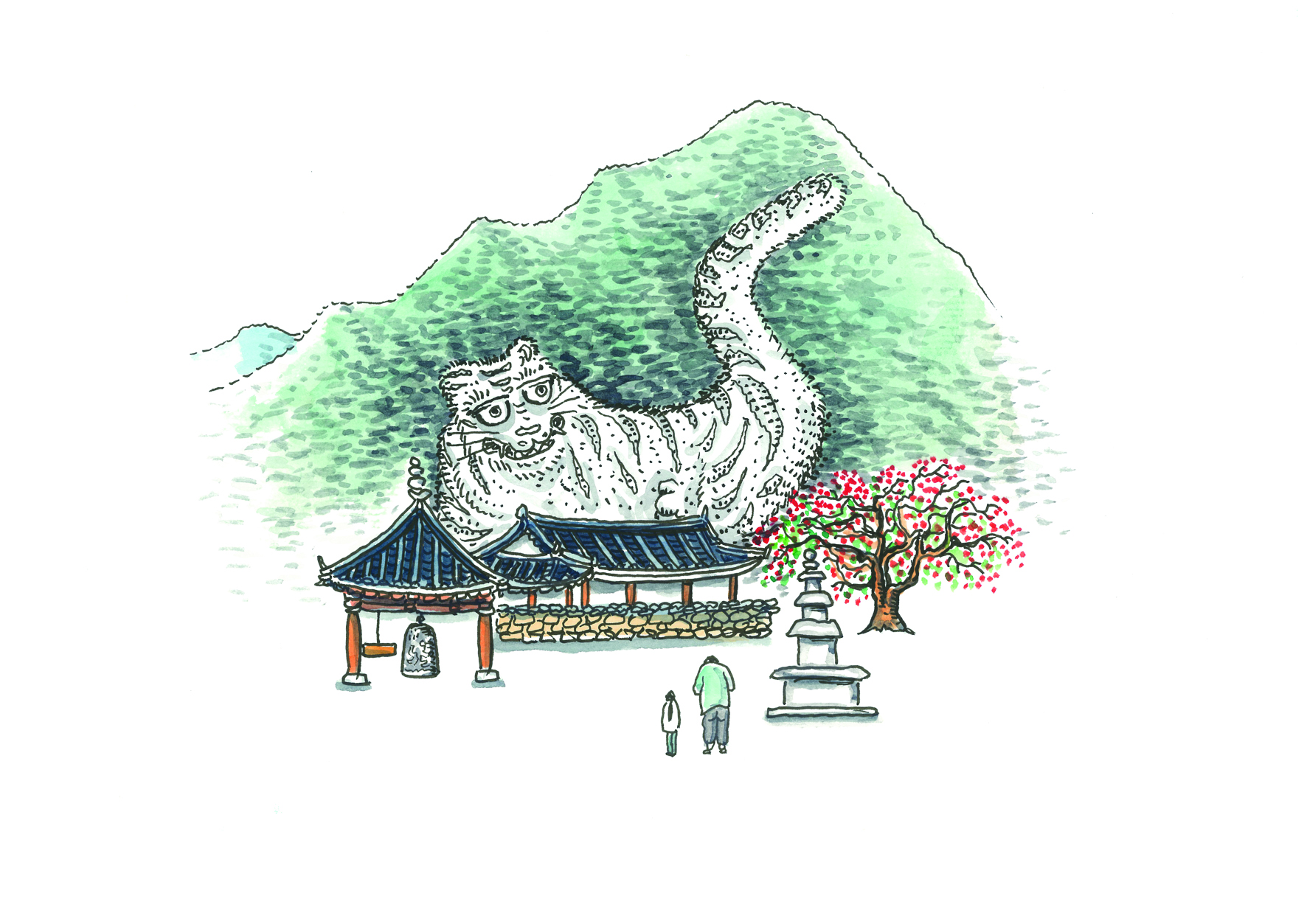
돌너덜의 호랑이 형상을 묘사한 그림

백두대간 백화산에서 흘러내리는 큰 물줄기가 반야사 앞에서 커다란 태극문양으로 산허리를 휘감아 돈다. 강줄기 한가운데 연꽃봉우리처럼 솟은 지형에 반야사가 기대 있는 모양새인데 그중에서도 문수전은 100미터 벼랑 끝에 매달려 발 아래로 흐르는 강물이 내려다보이는 곳에 자리하고 있다. 이곳이 문수성지임을 일깨워주고 있다.
대웅전을 등지고 오른편 요사 뒤편으로는 태고적부터 자연적으로 돌이 흘러내려 생긴 길이가 300미터나 되는 돌너덜이 있다. 그런데 이 너덜의 모양이 영락없이 꼬리를 곧추 세우고 걸어가는 호랑이 모습이어서 최근 영동군에서는 예산을 들여 반야사에 호랑이 사진 포토 존을 설치하고 관광객 유치에 나섰다. 백두대간이 지나는 심심산골에서 보는 호랑이여서 보는 이들이 더욱 실감나는지 모르겠다.

## 템플스테이

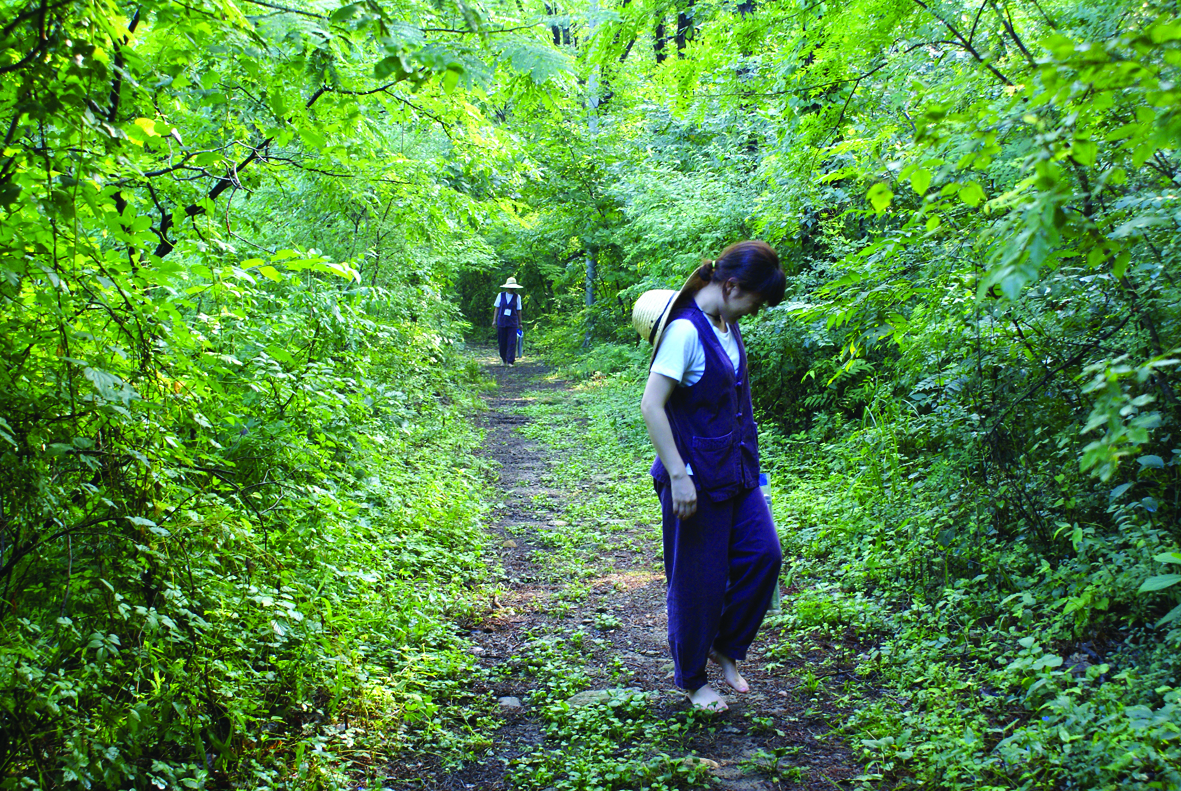
반야사 템플스테이

반야사에서는 내국인을 위한 다양한 템플스테이 프로그램을 운영하고 있다.

## 사진

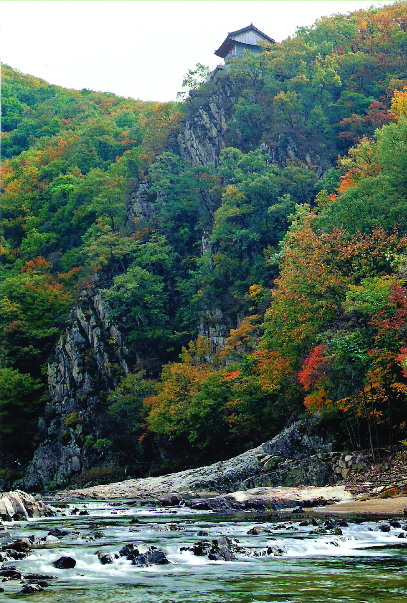
반야사 문수전
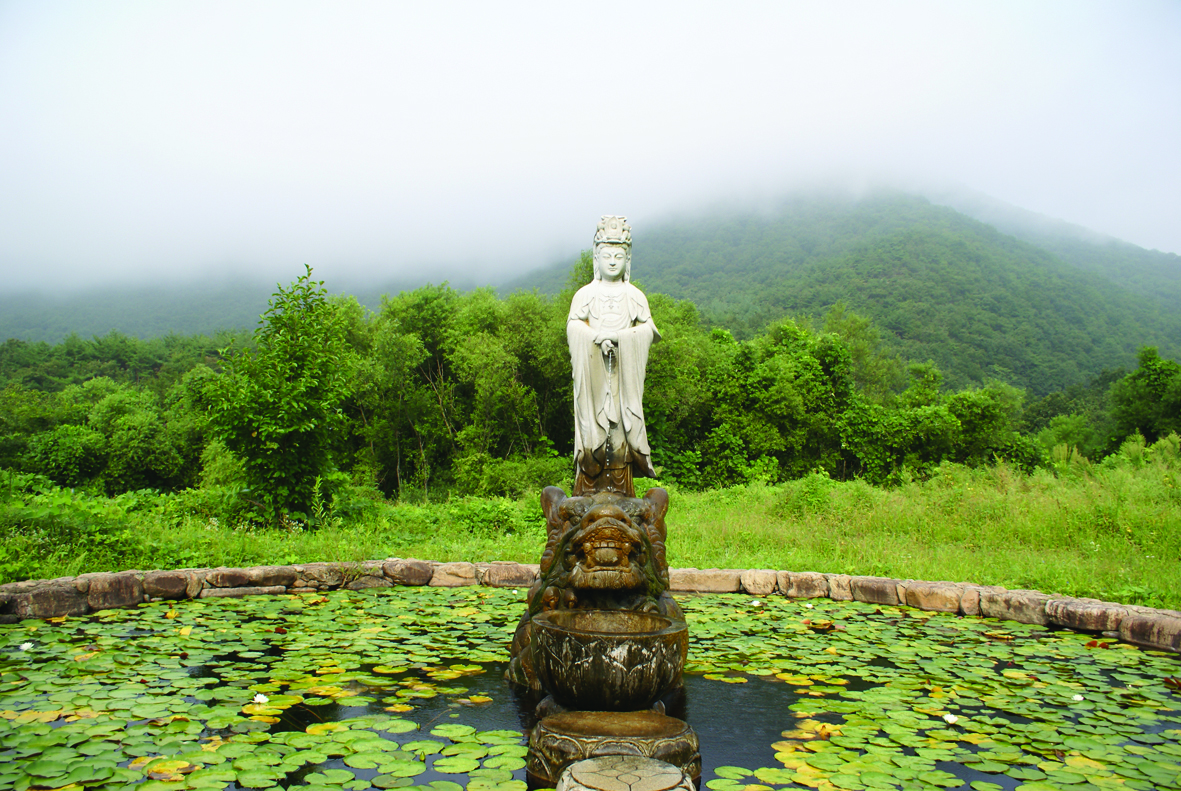
반야사 연못
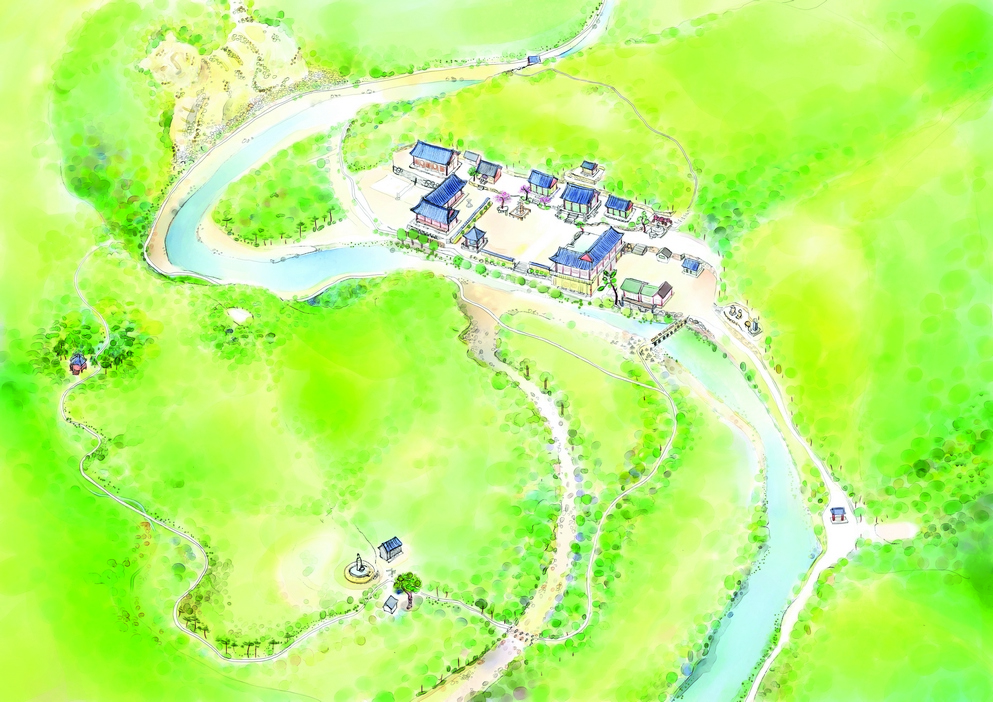
반야사 가이드맵

## 참고 자료
- 반야사[깨진 링크(과거 내용 찾기)] - 영동군 문화관광